# Def Comedy Jam
Def Comedy Jam foi um show de comédia stand-up americano criado por Russell Simmons e exibido pela HBO entre 1 de junho de 1992 a 2 de maio de 1997. Simmons se inspirou no filme O Professor Aloprado, de Jerry Lewis, para criar o Def Comedy Jam.[carece de fontes?] O programa voltou à programação da HBO em 2006. O show ajudou a lançar as carreiras de vários comediantes afro-americanos.

## Crítica
O programa foi criticado pelo excessivo uso de palavrões e pelas representações negativas dos afro-americanos. Essas críticas foram levantadas e discutidas por alguns dos comediantes que começaram no programa em um especial da Netflix intitulado Def Comedy Jam 25 que comemorou o 25º aniversário do programa.

## Spin-offs
O show produziu um spin-off chamado Loco Slam.

## DVD
Atualmente, o programa está disponível em DVDs nos EUA e no Reino Unido.